# Turn-Weltmeisterschaften 1970
Die 17. Turn-Weltmeisterschaften fanden vom 22.–27. Oktober 1970 zum zweiten Mal nach 1922 in Ljubljana statt. Japan dominierte die Wettbewerbe der Männer während die Sowjetunion bei den Frauen erfolgreichste Nation wurde.

## Teilnehmer
| - Australien - Belgien - Bulgarien - Dänemark - Deutsche Demokratische Republik - BR Deutschland - Finnland - Frankreich - Israel - Italien | - Japan - Jugoslawien - Kanada - Kuba - Luxemburg - Neuseeland - Niederlande - Norwegen - Österreich - Polen | - Rumänien - Schweden - Schweiz - Sowjetunion - Spanien - Tschechoslowakei - Ungarn - Vereinigte Staaten - Vereinigtes Königreich |

## Ergebnisse

### Männer

#### Mehrkampf
| Rang | Athlet           | Punkte  |
| ---- | ---------------- | ------- |
| 1.   | Eizō Kenmotsu    | 115.050 |
| 2.   | Mitsuo Tsukahara | 113.850 |
| 3.   | Akinori Nakayama | 113.000 |

#### Mannschaft
| Rang | Team                            | Punkte  |
| ---- | ------------------------------- | ------- |
| 1.   | Japan                           | 571.100 |
| 2.   | Sowjetunion                     | 564.350 |
| 3.   | Deutsche Demokratische Republik | 553.150 |
| …    |                                 |         |
| 6.   | Schweiz                         | 541.750 |
| 10.  | BR Deutschland                  | 532.450 |
| 22.  | Österreich                      | 460.300 |

#### Boden
| Rang | Athlet           | Punkte |
| ---- | ---------------- | ------ |
| 1.   | Akinori Nakayama | 19.025 |
| 2.   | Eizō Kenmotsu    | 18.975 |
| 3.   | Takeshi Katō     | 18.900 |

#### Reck
| Rang | Athlet           | Punkte |
| ---- | ---------------- | ------ |
| 1.   | Eizō Kenmotsu    | 19.475 |
| 2.   | Akinori Nakayama | 19.375 |
| 3.   | Takuji Hayata    | 19.350 |
| 3.   | Klaus Köste      | 19.350 |

#### Barren
| Rang | Athlet           | Punkte |
| ---- | ---------------- | ------ |
| 1.   | Akinori Nakayama | 19.400 |
| 2.   | Eizō Kenmotsu    | 19.250 |
| 2.   | Michail Woronin  | 19.250 |

#### Pauschenpferd
| Rang | Athlet          | Punkte |
| ---- | --------------- | ------ |
| 1.   | Miroslav Cerar  | 19.375 |
| 2.   | Eizō Kenmotsu   | 19.325 |
| 3.   | Wiktor Klimenko | 19.050 |
| …    |                 |        |
| 5.   | Matthias Brehme | 18.875 |

#### Ringe
| Rang | Athlet           | Punkte |
| ---- | ---------------- | ------ |
| 1.   | Akinori Nakayama | 19.400 |
| 2.   | Mitsuo Tsukahara | 19.250 |
| 3.   | Michail Woronin  | 19.225 |

#### Sprung
| Rang | Athlet           | Punkte |
| ---- | ---------------- | ------ |
| 1.   | Mitsuo Tsukahara | 19.125 |
| 2.   | Wiktor Klimenko  | 19.000 |
| 3.   | Takeshi Katō     | 18.600 |

### Frauen

#### Mehrkampf
| Rang | Athletin                | Punkte |
| ---- | ----------------------- | ------ |
| 1.   | Ljudmila Turischtschewa | 77.050 |
| 2.   | Erika Zuchold           | 76.450 |
| 3.   | Sinaida Woronina        | 76.150 |
| 4.   | Karin Janz              | 76.000 |

#### Mannschaft
| Rang | Team                            | Turnerinnen                                                                                            | Punkte  |
| ---- | ------------------------------- | --- | ------- |
| 1.   | Sowjetunion                     | Ljudmila Turischtschewa Sinaida Woronina Lyubov Burda Larissa Petrik Olga Karassjowa Tamara Lazakovich | 380.650 |
| 2.   | Deutsche Demokratische Republik | Erika Zuchold Karin Janz Christine Schmitt Angelika Hellmann Marianne Noack Richarda Schmeißer         | 377.750 |
| 3.   | Tschechoslowakei                | Marcela Váchová Bohumila Řimnáčová Soňa Brázdová Marianna Némethová Luba Krasna Hana Lišková           | 371.900 |
| …    |                                 | |         |
| 8.   | BR Deutschland                  | | 356.850 |

#### Balken
| Rang | Athletin          | Punkte |
| ---- | ----------------- | ------ |
| 1.   | Erika Zuchold     | 19.200 |
| 2.   | Cathy Rigby       | 19.050 |
| 3.   | Larissa Petrik    | 18.900 |
| 3.   | Christine Schmitt | 18.900 |
| 5.   | Angelika Hellmann | 18.850 |

#### Boden
| Rang | Athletin                | Punkte |
| ---- | ----------------------- | ------ |
| 1.   | Ljudmila Turischtschewa | 19.650 |
| 2.   | Olga Karassjowa         | 19.525 |
| 3.   | Sinaida Woronina        | 19.375 |
| 4.   | Karin Janz              | 19.200 |

#### Stufenbarren
| Rang | Athletin                | Punkte |
| ---- | ----------------------- | ------ |
| 1.   | Karin Janz              | 19.550 |
| 2.   | Ljudmila Turischtschewa | 19.450 |
| 3.   | Sinaida Woronina        | 19.300 |
| …    |                         |        |
| 6.   | Erika Zuchold           | 19.200 |

#### Sprung
| Rang | Athletin                | Punkte |
| ---- | ----------------------- | ------ |
| 1.   | Erika Zuchold           | 19.450 |
| 2.   | Karin Janz              | 19.350 |
| 3.   | Ljudmila Turischtschewa | 19.300 |
| 3.   | Ljubow Burda            | 19.300 |
| …    |                         |        |
| 6.   | Angelika Hellmann       | 19.075 |

## Medaillenspiegel
| Rang | Land                            |   |   |   | total |
| ---- | ------------------------------- | - | - | - | ----- |
| 1    | Japan                           | 7 | 6 | 4 | 17    |
| 2    | Sowjetunion                     | 3 | 5 | 8 | 16    |
| 3    | Deutsche Demokratische Republik | 3 | 3 | 3 | 9     |
| 4    | Jugoslawien                     | 1 | – | – | 1     |
| 5    | Vereinigte Staaten              | – | 1 | – | 1     |
| 6    | Tschechoslowakei                | – | – | 1 | 1     |